# Tres Zapotes

Az olmék kultúra központjai

Tres Zapotes egy mezoamerikai régészeti lelőhely Mexikóban, Veracruz államban. A Mexikói-öböl alföldjén, a Papaloapan folyó menti síkságon helyezkedik el. Egyike a legfontosabb olmék szertartásközpontoknak La Venta, San Lorenzo Tenochtitlán és Laguna de Los Cerros mellett, de az olmékok eltűnése utáni kultúrák életében is fontos szerepet játszott, összesen mintegy kétezer éven keresztül.

## Története
Tres Zapotest körülbelül i. e. 1000 táján alapították az olmékok San Lorenzo pusztulása után. Az első ismert építészeti alkotás létrejötte i. e. 500 körülre tehető. Az olmék kultúrára jellemző hatalmas kőfejek közül kettőt itt találtak meg, az elsőt 1862-ben José Melgar fedezte fel. Valamivel kisebbek a San Lorenzoban talált kőfejeknél, körülbelül másfél méter magasak. Az olmékok eltűnése után a hely továbbra is lakott volt, az úgynevezett olmékok utáni kultúrák (poszt-olmékok) vették birtokukba.
A legtöbb szobor és emlék, ami előkerült erről a területről, a poszt-olmék korszakra datálható. Ebben a korszakban egy új írásforma is megjelent itt.
A Mezoamerika kronológiája szerinti klasszikus korban, ami körülbelül 300-ban kezdődött, Tres Zapotes továbbra is regionális központ maradt. A területet 900 körül hagyták el.

## A régészeti terület

A régészeti lelőhelyek

Több, mint 160 kisebb-nagyobb halom, platform és egyéb építmény található Tres Zapotesben. A legfontosabb poszt-olmék emlékek az 1-es, 2-es és 3-as csoportban találhatóak. Ide tartozik még a 4-es csoportnak is nevezett Nestepe csoport. A 2-es csoport tűnik a központnak. A másik 3 innen (és egymástól) körülbelül 1 kilométerre található.
La Ventával ellentétben a Tres Zapotes-i elrendezés arra utal, hogy a politikai berendezkedés itt decentralizált volt. Erre utal továbbá az is, hogy a két nagy kőfej nem a viszonylag központinak számító 2-es csoportban állt, hanem az 1-esben és a Nestepe csoportban.
A 4 csoport halmai egy-egy nagy térből (plaza) álltak, a nyugati végükön egy piramisszerű halommal, és egy hosszabb halommal az északi oldalon. A hosszabb halmok adminisztratív épületek vagy az előkelők lakhelyei lehettek. A többi kisebb halom a köznépé lehetett.
A legegyszerűbb halomcsoport a Nestepe csoportban található, itt a halmok mindössze 3 méter magasak, és a plaza másfél hektár területű. A 2-es és 3-as csoport halmai 12 méter magasak, a plaza 4 hektáros.

## A Tres Zapotes múzeum
Maga a lelőhely a Tres Zapotes nevű falu mellett található, innen kapta a nevét. A faluban egy múzeumot hoztak létre, amiben a nagy kőfejek és sztélék tekinthetők meg.

## Fordítás
Ez a szócikk részben vagy egészben  a   Tres Zapotes című angol Wikipédia-szócikk ezen változatának fordításán alapul.  Az eredeti cikk szerkesztőit annak laptörténete sorolja fel. Ez a jelzés csupán a megfogalmazás eredetét és a szerzői jogokat jelzi, nem szolgál a cikkben szereplő információk forrásmegjelöléseként.